# Kia Classic (turniej golfowy)
Kia Classic – zawodowy turniej golfowy rozgrywany w ramach ligi LPGA Tour. Został zainaugurowany w 2010 w konsekwencji umowy podpisanej przez LPGA z Kia Motors America. Jako miejsce rozgrywania zawodów wybrano pole golfowe należące do La Costa Resort & Spa, będące wcześniej siedmiokrotnym gospodarzem WGC-Accenture Match Play Championship.
Pierwszą triumfatorką turnieju została Koreanka Seo Hee-kyung, która wygrała z przewagą aż sześciu uderzeń, a zagrała w turnieju tylko dzięki dzikiej karcie od sponsora tytularnego.

## Zwyciężczynie
| Data               | Mistrzyni     | Wynik                 | Przewaga  | 2. miejsce |
| ------------------ | ------------- | --------------------- | --------- | ---------- |
| 28 marca 2010(dts) | Seo Hee-kyung | -12 (70-67-69-70=276) | 6 uderzeń | Inbee Park |

## Historia
| Data             | Miejsce zawodów       | Pula nagród | Nagroda za 1. miejsce |
| ---------------- | --------------------- | ----------- | --------------------- |
| 25-28 marca 2010 | La Costa Resort & Spa | $1.700.000  | $255.000              |